# Abația Mondsee
Abația Mondsee (în germană Kloster Mondsee) a fost o mănăstire benedictină din orașul Mondsee, aflat în Austria Superioară.

## Istoric
Regiunea Mondseeland, unde se află orașul Mondsee, a făcut inițial parte din Bavaria. În 748 Abația Mondsee a fost fondată de ducele bavarez Odilo de Bavaria. După tradiția monastică, primii călugări au venit de la mănăstirea de la Monte Cassino (Italia). La scurt timp după aceea, a fost adusă aici Psaltirea de la Montpellier, un codex biblic bogat decorat cu text în limba latină, precum și Mondsee Fragmente, o colecție bilingvă latino-bavareză veche de versuri creștine, cu o traducere a Evangheliei după Matei. În 788, după răsturnarea de pe tron a ducelui Tassilo al III-lea, regiunea a fost încorporată în Regatul franc și Mondsee a devenit o abație imperială, achiziționând în cursul secolelor următoare mai multe proprietăți. În jurul anului 800 a fost scris la abație Codex Millenarius, un evangheliar ilustrat, în limba latină. În 831 regele Ludovic cel Pios a plasat mănăstirea în administrarea Episcopiei de Regensburg.
Mănăstirea și-a recâștigat independența abia în 1142, în timpul abatelui Conrad al II-lea, cunsocut astăzi ca Fericitul Conrad de Mondsee. Conrad , fost călugăr la Abația Siegburg, a fost abate de Mondsee începând din 1127 și a avut mare succes în apărarea și recâștigarea drepturilor și posesiunile mănăstirii, fiind ucis în 1145 de un grup de nobili în localitatea Oberwang din apropiere. Abatele Conrad a fost venerat ca martir și proclamat ca fericit. A fost urmat ca abate de Fericitul Walter de Mondsee (decedat la 17 mai 1158), amintit o lungă perioadă  de comunitate ca un model pentru exemplara sa luptă pentru virtuți. Walter a fost înmormântat în capela Sf. Petru din biserica abației.
În 1389 abatele de Mondsee a primit de la papa Bonifaciu al IX-lea jurisdicția pontificală. În 1506 (sub împăratul Maximilian I) posesiunile din Mondseeland au trecut din statul Bavaria în statul Austria. În 1514 abatele Wolfgang Haberl a înființat o școală în complexul mănăstirii. După o perioadă de declin în timpul Reformei și a turbulențelor ulterioare, abația a intrat într-o nouă perioadă de prosperitate. Sub conducerea abatelui Bernhard Lidl (1727-1773) și în special în legătură cu aniversarea în 1748 a unui mileniu de la fondare, a avut loc o reconstruire a bisericii și a anexelor mănăstirești. I-a urmat abatele Opportunus al II-lea Dunkl (1773-1784), care a fost ultimul abate de Mondsee. În 1791 abația a fost dizolvată de către împăratul Leopold al II-lea.
Începând din 1625 și până la desființarea sa, abația a fost membră a Confederației benedictine din Austria.
În timpul perioadei napoleoniene regiunea Mondseeland a revenit Bavariei pentru câțiva ani. În acest timp, în 1810, feldmareșalul bavarez Karl Philipp von Wrede a dobândit abația abandonată de la Mondsee (împreună cu abațiile din apropiere de la Suben și Gleink) și a folosit-o drept castel nobiliar propriu. Wrede a rămas proprietar chiar și după revenirea teritoriului la Austria și a dezvoltat în mod semnificativ localitatea prin construirea de drumuri și înființarea unei fabrici de brânzeturi etc. În 1905, la moartea prințesei Ignazia von Wrede, Mondsee a trecut la conții de Almeida, ai căror descendenți l-au vândut în 1985 către compania Asamer & Hufnagl din Ohlsdorf. 
În prezent castelul este folosit ca hotel și găzduiește și un restaurant.

## Basilica și biserica parohială Sf. Mihai
Nava bazilicală a bisericii fostei mănăstiri este una dintre cele mai semnificative monumente istorice din Austria. Dimensiunile clădirii sunt următoarele: 70 m lungime, 34 m lățime și 22 m înălțime. Biserica este legată pe partea de nord cu fosta mănăstire. Magnifice, componentele baroce au fost confecționate de pictorul și sculptorul Meinrad Guggenbichler. În 1497 starețul Benedikt Eck de la Piburg a comandat unor meșteri necunoscuți confecționarea unui nou altar. Fosta trezorerie (azi sacristie) a mănăstirii, corul călugărilor și biblioteca gotică cu o lungime de 36 m, care a fost cândva o bibliotecă medievală, sunt integrate în clădirea bisericii. 
Biserica Sf. Mihai a fost ridicată în 2005 de către Papa Ioan Paul al II-lea la rangul de basilica minor. În același an a început o renovare a interiorului bisericii, care a durat trei ani. Au fost restaurate și conservate toate altarele, tablourile, pardoselile și steagurile.

## Imagini

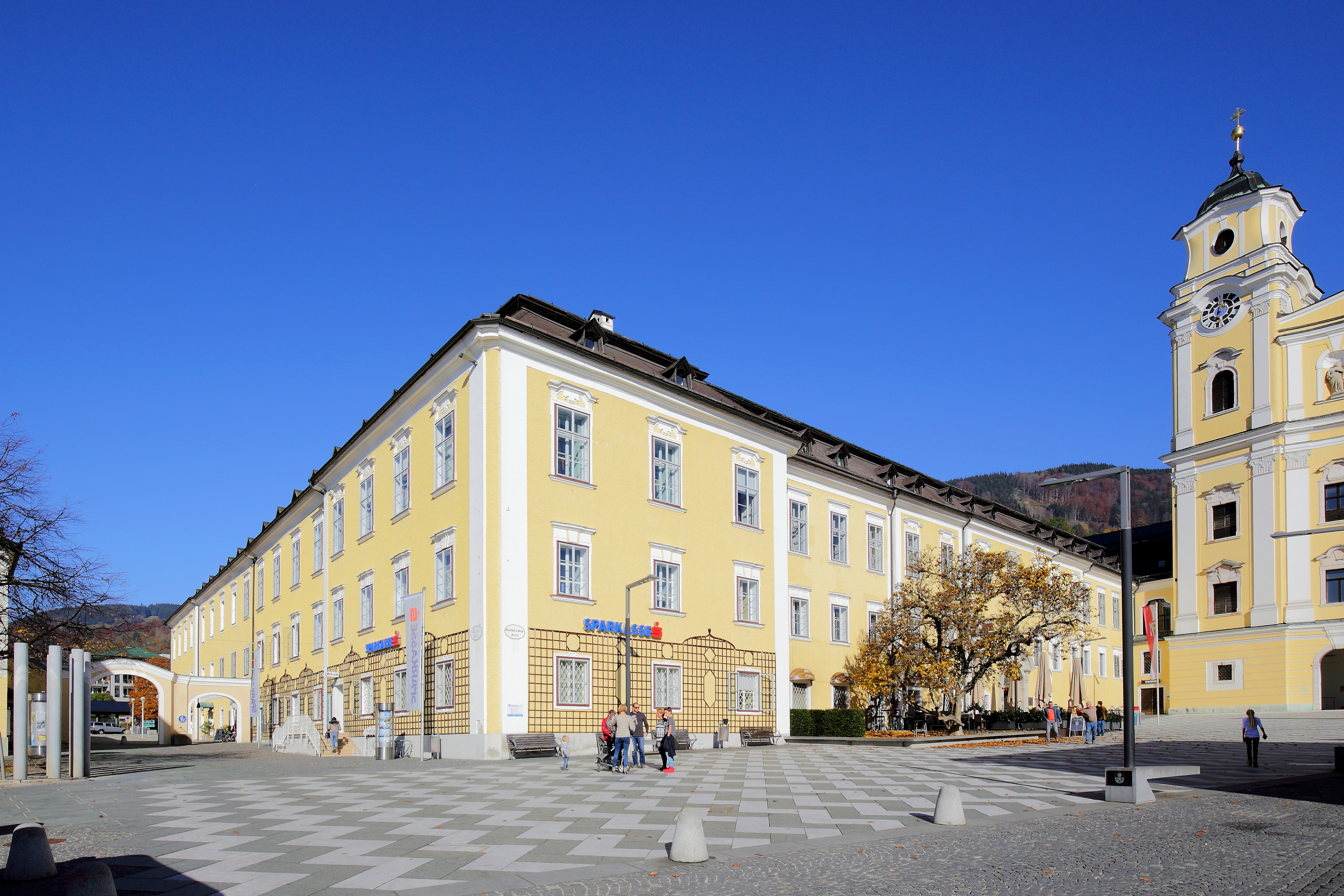
Abația Mondsee
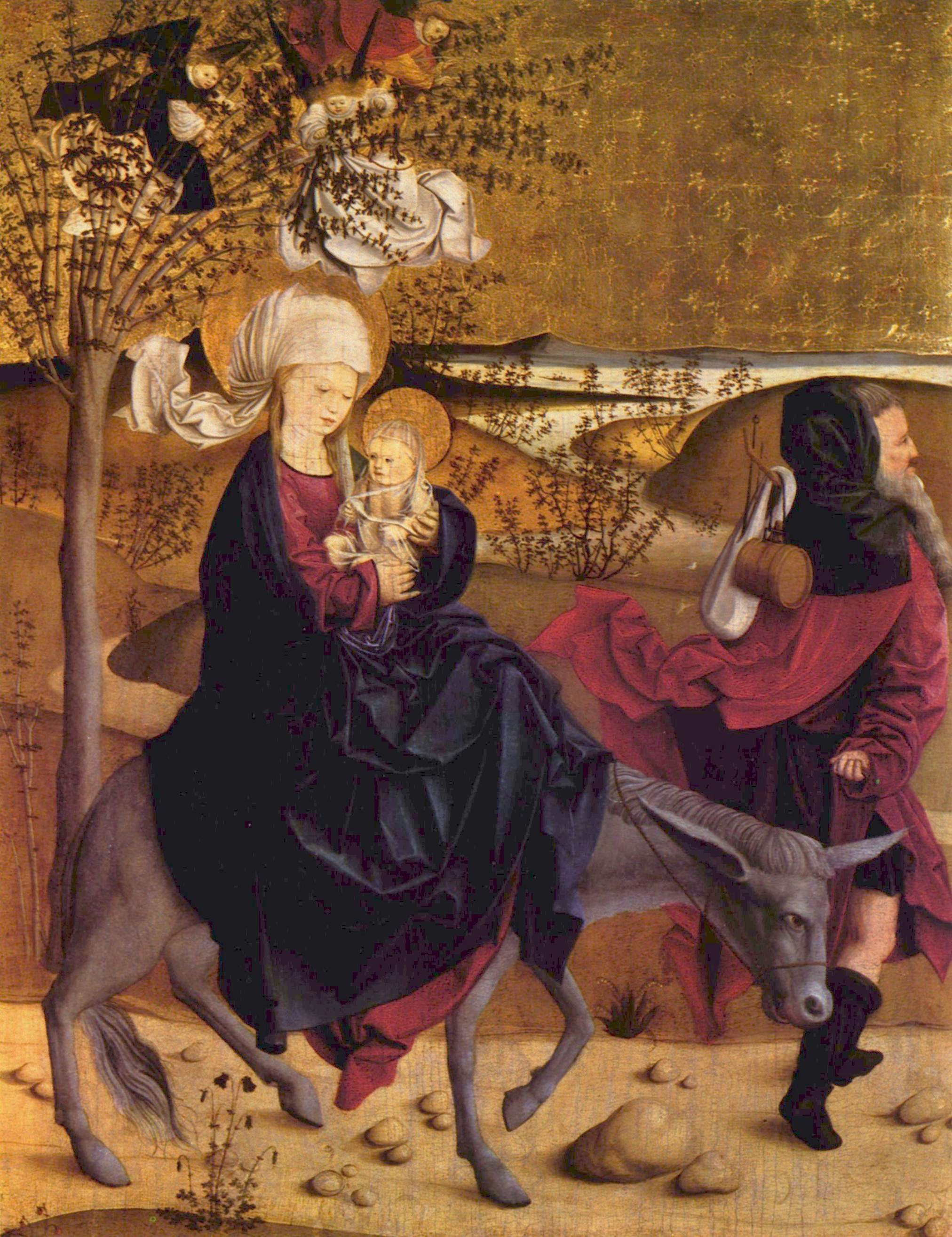
Fuga în Egipt, altarul principal, biserica Abației Mondsee
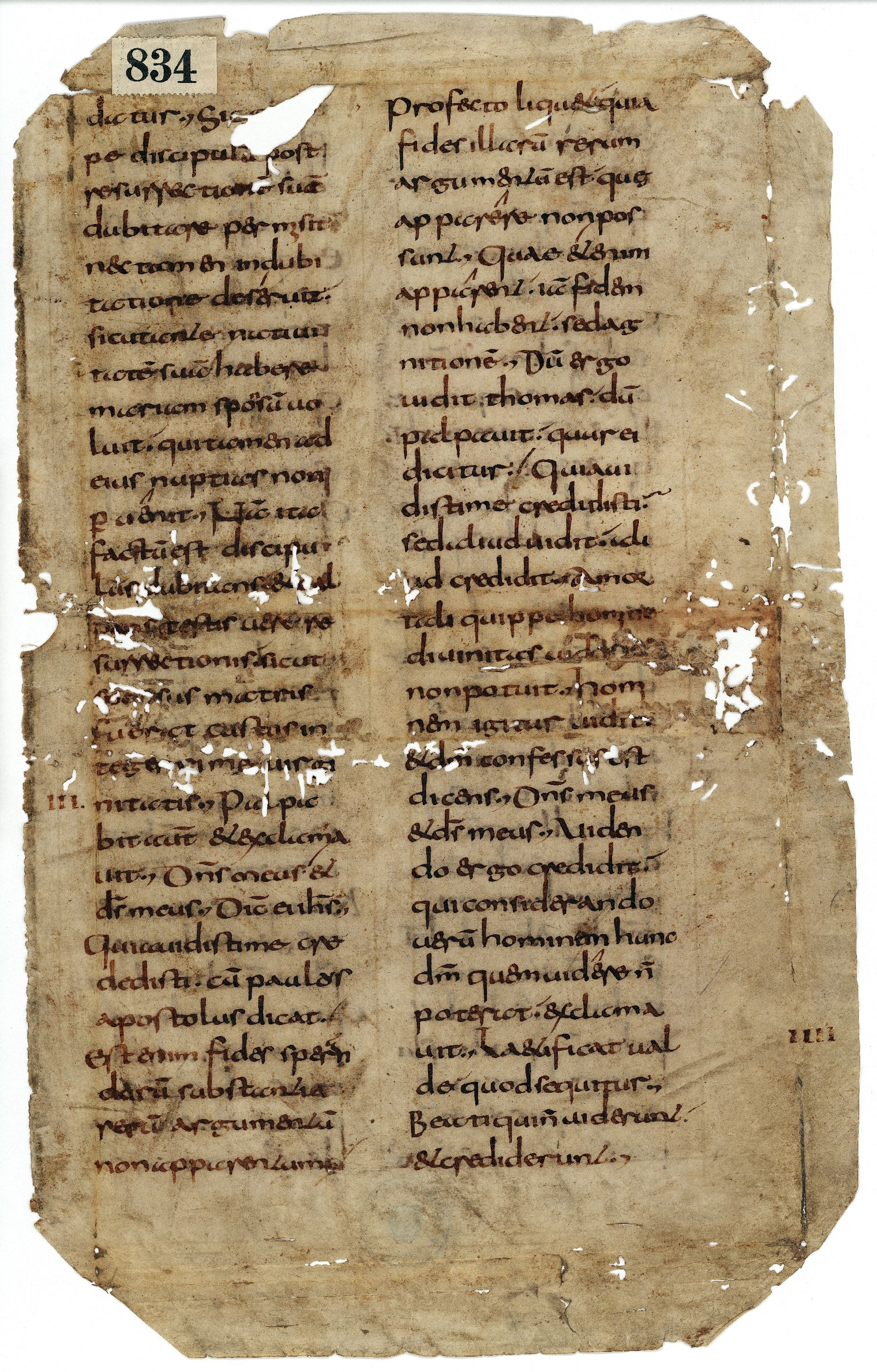
Fragment dintr-un Homiliarums (interpretare biblică) din sec. IX de la Abația Mondsee
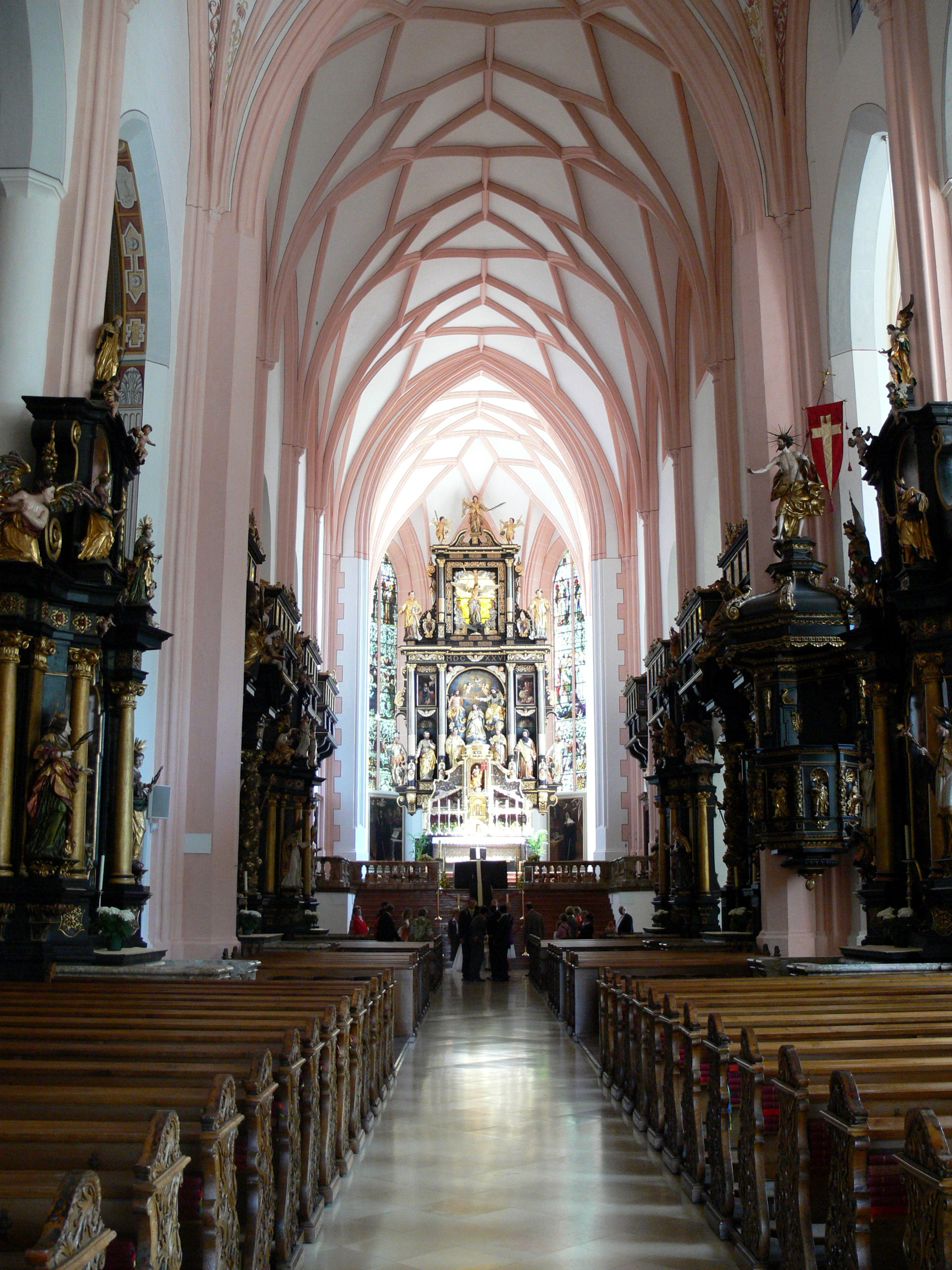
Biserica parohială Sf. Mihai din Mondsee — interior cu arcuri gotice (sec. XV)
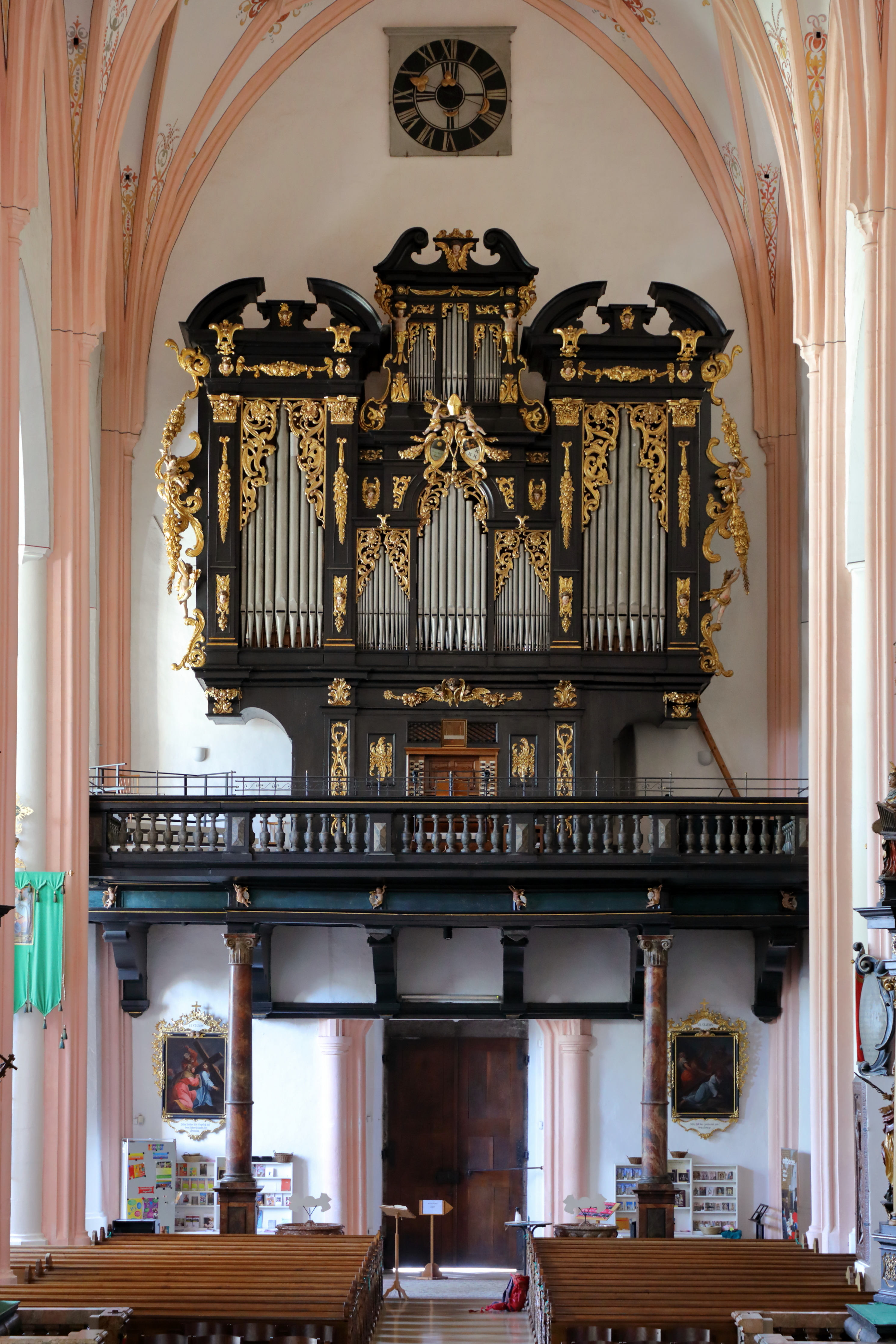
Biserica parohială Sf. Mihai din Mondsee — Orga (1674)
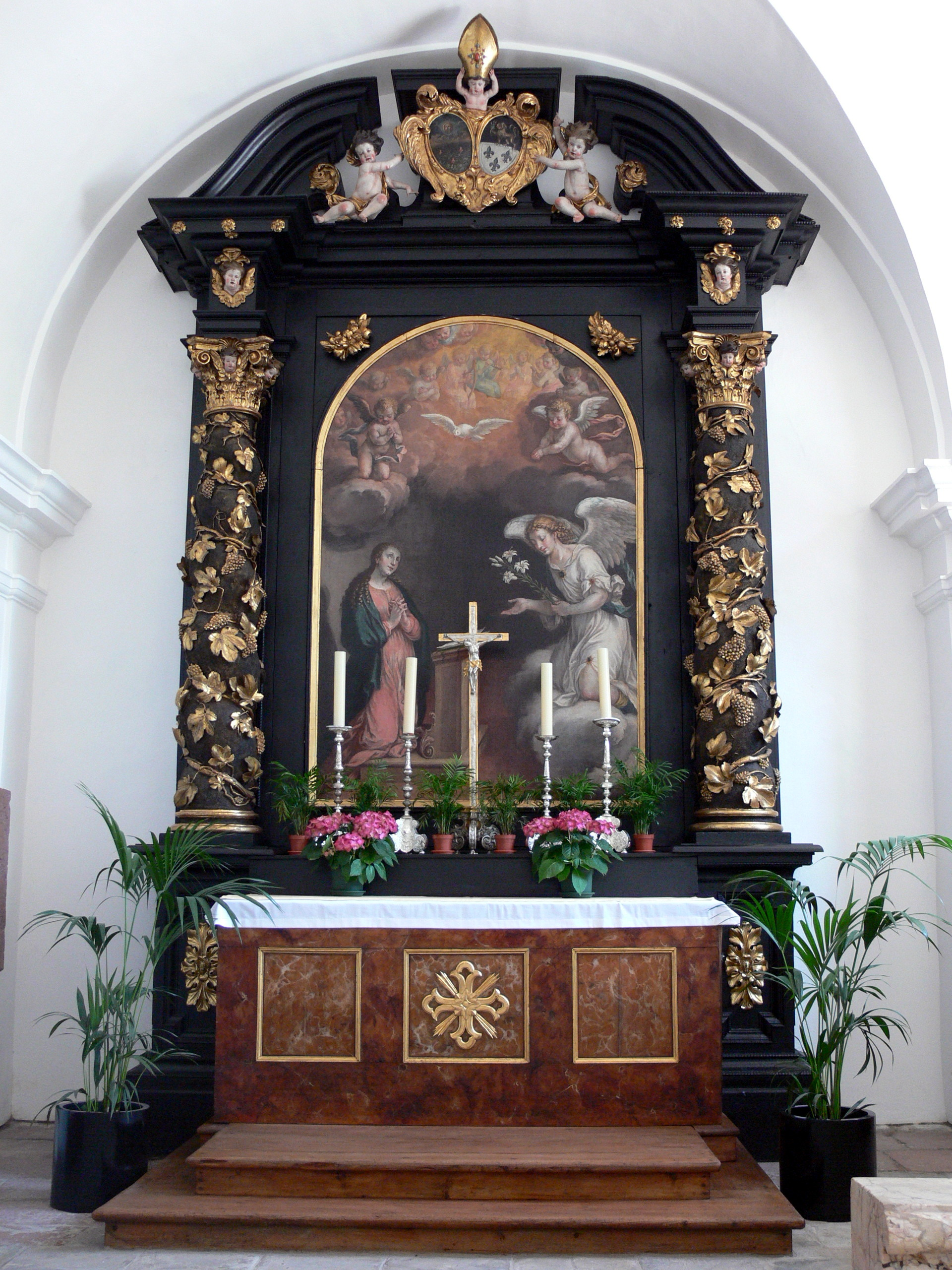
Biserica parohială Sf. Mihai din Mondsee — Altarul Bunei Vestiri (1680) confecționat de Meinrad Guggenbichler